# Hylcalosia laosensis
Hylcalosia laosensis är en stekelart som beskrevs av Fischer 2008. Hylcalosia laosensis ingår i släktet Hylcalosia och familjen bracksteklar. Inga underarter finns listade i Catalogue of Life.